# غيردا رينغ
غيردا رينغ (بالنرويجية البوكمول: Gerda Ring)‏ هي ممثلة نرويجية، ولدت في 11 مايو 1891 بكريستيانساند في النرويج، وتوفيت في 21 يناير 1999.

## وصلات خارجية
- غيردا رينغ على موقع IMDb (الإنجليزية)